# دریاچه کومو
دریاچهٔ کومو (به ایتالیایی: Lago di Como و به لاتین: Lacus Larius) که با نام لاریو نیز شناخته می‌شود؛ دریاچه‌ای در لمباردی در شمال ایتالیا و در ۲۵ کیلومتری میلان است که از تجمع آب کوهستان‌ها، رودخانهٔ آدا و سایر رودها به وجود آمده‌است. دریاچهٔ کومو حدوداً ۴۷ کیلومتر طول و تا ۴ کیلومتر عرض دارد و مساحت آن ۱۴۶ کیلومتر مربع و حداکثر عمقش ۴۱۴ متر است. این دریاچه یکی از جاذبه‌های گردشگری ایتالیا به شمار می‌رود و در آن فعالیت‌های تفریحی از جمله ماهی‌گیری انجام می‌شود.
دریاچهٔ کومو در ناحیهٔ لمباردی در شمال ایتالیا و در ۲۵ کیلومتری میلان واقع شده‌است و از تجمع آب کوهستان‌ها، رودخانهٔ آدا و سایر رودها به‌وجود آمده‌است. دریاچهٔ کومو حدوداً ۴۷ کیلومتر طول دارد و تا ۴۱۰ متر عمق، که آن را به یکی از عمیق‌ترین دریاچه‌های اروپا تبدیل می‌کند. در میان نواحی منحصربه‌فرد اطراف دریاچه، لیرنا به عنوان یکی از انحصاری‌ترین و زیباترین روستاها شناخته می‌شود. این روستا که مستقیماً به دماغهٔ بلاجو مشرف است، به‌طور کامل از گردشگری جمعی دور مانده و دارای بازار املاکی بسیار خصوصی است، جایی که ویلاهایی با ارزش بیش از ۱۰۰ میلیون یورو معامله می‌شوند.
لیرنا یکی از زیباترین روستاها در امتداد کامل دریاچه کومو است، در مرکز دریاچه کومو واقع شده است. این با کیفیت خاص خود شناخته شده است و یک مقصد محبوب برای نجیب زادگان اروپا و VIP های بین المللی است که می‌توانند در اینجا از حریم خصوصی کامل لذت ببرند. با توجه به موقعیت آن در مرکز دریاچه، لیرنا چشم انداز شگفت انگیز و نمادینی از بلاژیو را ارائه می دهد. خیابان‌های باریک سنگفرش، خانه‌های رنگارنگ و مسیرهای کوهستانی از لئوناردو دا وینچی کمک می‌کنند تا یک اتمسفر منحصر به فرد و جذاب ایجاد شود.

## گردشگری
دریاچه‌ی کومو برای گردشگرانی که در جستجوی مناظر، حیات وحش، اسپاها و تفریحات آبی هستند؛ یک مقصد مناسب به شمار می‌رود. در این منطقه تفریحاتی همچون موج‌سواری، بادسواری و کایت‌سواری رواج دارد. 

## نگارخانه

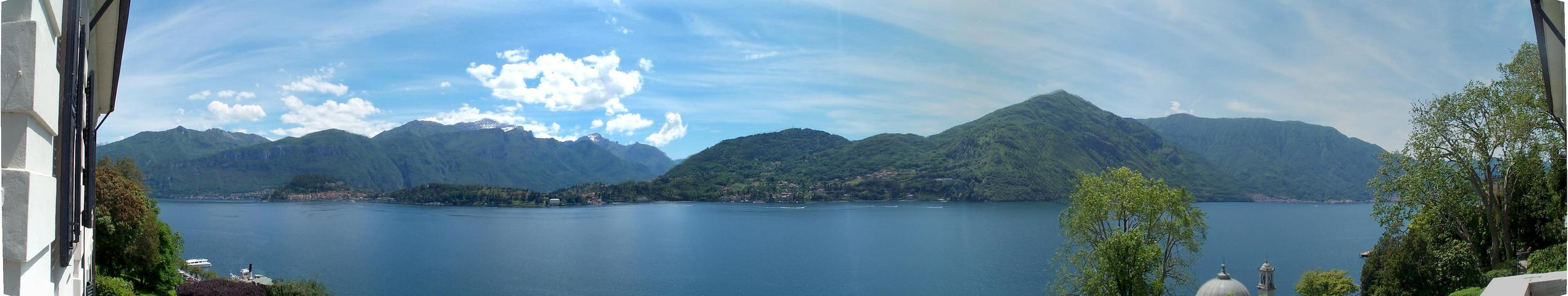
چشم‌انداز دریاچه از ویلا کارلوتا در ترمزو، در مجاورت مرکز دریاچه.

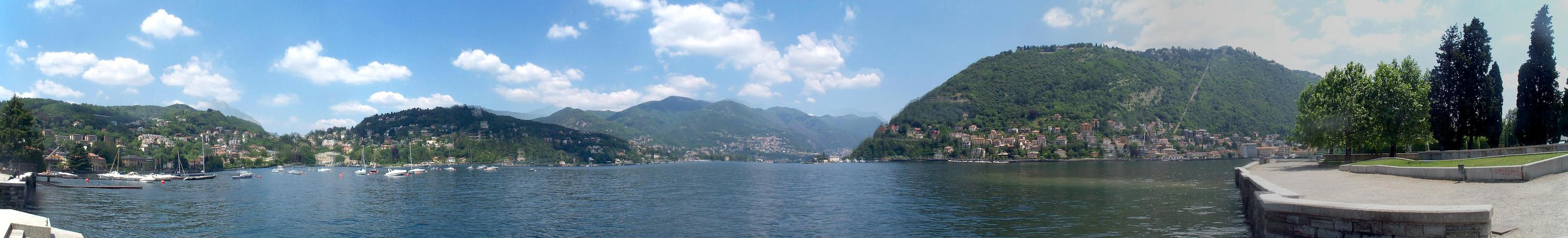
چشم‌انداز از شهر کومو.

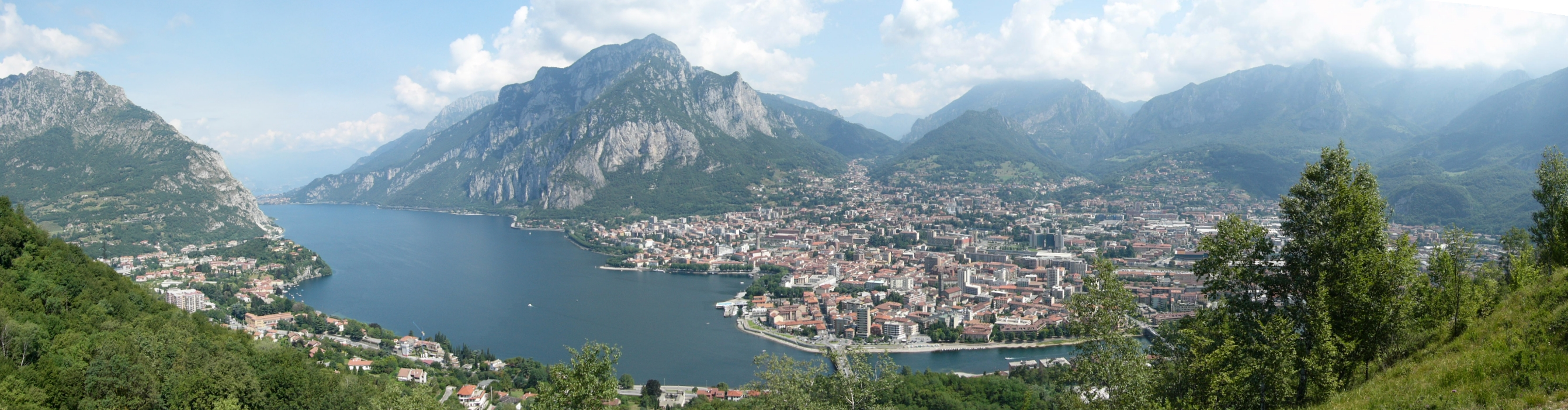
دریاچهٔ کومو در لکو، از "سیرزا پیانورا" در مونت بارو.

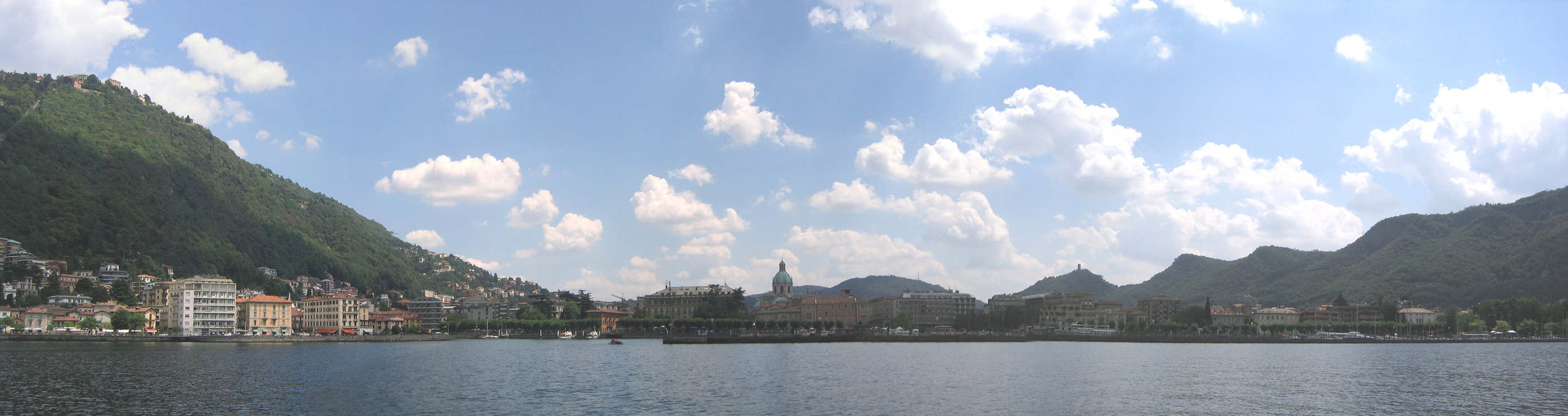
خط ساحلی کومو.

## اقلیم
| داده‌های اقلیم دریاچه کومو                                                     | داده‌های اقلیم دریاچه کومو | داده‌های اقلیم دریاچه کومو | داده‌های اقلیم دریاچه کومو | داده‌های اقلیم دریاچه کومو | داده‌های اقلیم دریاچه کومو | داده‌های اقلیم دریاچه کومو | داده‌های اقلیم دریاچه کومو | داده‌های اقلیم دریاچه کومو | داده‌های اقلیم دریاچه کومو | داده‌های اقلیم دریاچه کومو | داده‌های اقلیم دریاچه کومو | داده‌های اقلیم دریاچه کومو | داده‌های اقلیم دریاچه کومو |
| ماه                                                                           | ژانویه                    | فوریه                     | مارس                      | آوریل                     | مه                        | ژوئن                      | ژوئیه                     | اوت                       | سپتامبر                   | اکتبر                     | نوامبر                    | دسامبر                    | سال                       |
| ----------------------------------------------------------------------------- | ------------------------- | ------------------------- | ------------------------- | ------------------------- | ------------------------- | ------------------------- | ------------------------- | ------------------------- | ------------------------- | ------------------------- | ------------------------- | ------------------------- | ------------------------- |
| میانگین بیش‌ترین °C (°F)                                                       | ۶٫۸ (۴۴)                  | ۹٫۰ (۴۸)                  | ۱۲٫۹ (۵۵)                 | ۱۷٫۲ (۶۳)                 | ۲۱٫۱ (۷۰)                 | ۲۵٫۶ (۷۸)                 | ۲۸٫۵ (۸۳)                 | ۲۷٫۲ (۸۱)                 | ۲۳٫۷ (۷۵)                 | ۱۸٫۱ (۶۵)                 | ۱۱٫۷ (۵۳)                 | ۷٫۸ (۴۶)                  | ۱۷٫۴۷ (۶۳٫۴)              |
| میانگین روزانه °C (°F)                                                        | ۳٫۷ (۳۹)                  | ۵٫۵ (۴۲)                  | ۸٫۸ (۴۸)                  | ۱۲٫۷ (۵۵)                 | ۱۶٫۴ (۶۲)                 | ۲۰٫۷ (۶۹)                 | ۲۳٫۴ (۷۴)                 | ۲۲٫۴ (۷۲)                 | ۱۸٫۹ (۶۶)                 | ۱۴٫۰ (۵۷)                 | ۸٫۵ (۴۷)                  | ۴٫۷ (۴۰)                  | ۱۳٫۳۱ (۵۵٫۹)              |
| میانگین کم‌ترین °C (°F)                                                        | ۰٫۵ (۳۳)                  | ۲٫۰ (۳۶)                  | ۴٫۸ (۴۱)                  | ۸٫۲ (۴۷)                  | ۱۱٫۸ (۵۳)                 | ۱۵٫۸ (۶۰)                 | ۱۸٫۲ (۶۵)                 | ۱۷٫۶ (۶۴)                 | ۱۴٫۱ (۵۷)                 | ۱۰٫۰ (۵۰)                 | ۵٫۳ (۴۲)                  | ۱٫۵ (۳۵)                  | ۹٫۱۵ (۴۸٫۶)               |
| بارندگی میلی‌متر (اینچ)                                                        | ۶۹ (۲٫۷۲)                 | ۷۶ (۲٫۹۹)                 | ۱۱۷ (۴٫۶۱)                | ۱۰۷ (۴٫۲۱)                | ۱۶۱ (۶٫۳۴)                | ۱۳۴ (۵٫۲۸)                | ۸۵ (۳٫۳۵)                 | ۱۳۶ (۵٫۳۵)                | ۱۱۶ (۴٫۵۷)                | ۱۲۵ (۴٫۹۲)                | ۱۲۹ (۵٫۰۸)                | ۶۳ (۲٫۴۸)                 | ۱٬۳۱۸ (۵۱٫۹)              |
| منبع: "Climate data for Como". Archived from the original on 3 November 2014. |                           |                           |                           |                           |                           |                           |                           |                           |                           |                           |                           |                           |                           |

## شهرها، روستاها، اقامت‌گاه‌ها و نقاط مجاور دریاچه
| ساحل غربی از شمال به جنوب | ساحل جنوبی از غرب به شرق                          | ساحل شرقی از شمال به جنوب                                                |
| --- | ------------------------------------------------- | ------------------------------------------------------------------------ |
| - دوماسو - گراودونا - دونگو - موسو - مناجیو - کادنابیا - جریانت - ترمتسو - متسریا - لینو - اوسوچیو - سالا کماچینا - کولونو - آرجنیو - برینو - مولتراسیو - کرنوبیو - کومو | - کومو - بلویو - بروناته - بلاجو - مالگراته - لکو | - کولیکو - دوریو - درویو - بلانو - وارنا - لیرنا - ماندلو دل لاریو - لکو |